# Kateřina Lojdová (1977)
Kateřina Lojdová (* 22. ledna 1977 Praha) je česká herečka.

## Život
Již jako pětiletá účinkovala ve filmu Kouzelné dobrodružství režiséra Kachlíka. Vystudovala Pražskou konzervatoř, hudebně dramatický obor. Při studiu hrála v Národním divadle a ve Viole.
Poté nastoupila do angažmá v Městském divadle Mladá Boleslav, kde setrvala do konce 90. let. Tam se potkala také s Ondřejem Sokolem, který tam nastoupil po DAMU. Poté odešla do Městských divadel pražských, podle vlastních slov s prvním dítětem odešla na půlúvazek a s druhým na „volnou nohu“, a to po tříletém angažmá v Divadle Na Jezerce. Hostovala i v dalších pražských divadlech. Např. v Činoherním klubu účinkovala ve hře Zrada britského dramatika Harolda Pintera, kde jí hereckým partnerem a současně režisérem inscenace byl tehdy již bývalý manžel Ondřej Sokol.
Již na konzervatoři se dostala i k dabingu, když namlouvala tzv. sbory do seriálu Beverly Hills 90210. Dabing se následně stal její doménou. Lojdová se mimo jiné stala hlasem TV Nova pro namlouvání upoutávek zprvu na Nova Action, později i na hlavní stanici. V seriálové tvorbě propůjčila svůj hlas např. Temperance Brennanové ve Sběratelech kostí.
Po dvouletém vztahu byla dalších 11 let vdaná za režiséra a herce Ondřeje Sokola, s nímž se rozvedla v roce 2011. Mají spolu dvě děti: starší Ester a o 4 roky mladšího Adama.

## Filmografie
- 1994 Marie Růžička (TV film)
- 1995 Byl jednou jeden polda
- 1997 Červený kamínek (TV film)
- 1997 O vílách Rojenicích (TV film)
- 1998 Krupice (TV film)
- 1998 Ohrada snů (TV film)
- 1999 Muž s duchem (TV film)
- 2000 Pra pra pra (TV seriál)
- 2001 Naše děti (TV film)
- 2003 Útěk do Budína (TV seriál)
- 2005 Ordinace v růžové zahradě (TV seriál)
- 2005 Ulice (TV seriál)
- 2006 Horákovi (TV seriál)
- 2008 Ulice: Velká trojka (TV film)
- 2009 Jánošík – Pravdivá historie
- 2010 Zázraky života (TV seriál)
- 2011 Aféry (TV seriál)
- 2014 Kriminálka Anděl (TV seriál)
- 2015 Místo zločinu Plzeň (TV seriál)
- 2016 Doktoři z Počátků (TV seriál)
- 2017 Ohnivý kuře (TV seriál)
- 2017 Přístav (TV seriál)
- 2020 Místo zločinu Ostrava (TV seriál)

## Dabing
Její hlas je hodně využívaný, ať již při dabování filmů, či seriálů. Výběr z filmů:
- 1999 Velmi nebezpečné známosti – Selma Blair (Cecile Caldwell)
- 2000 60 sekund – Angelina Jolie (Sara 'Sway' Wayland)
- 2000 Bláznivá runway – Vicki Lewis (Tina Leary)
- 2000 Deuce Bigalow: Dobrej striptér – Jacqueline Obradors (Elaine Fowlerová)
- 2000 eXistenZ – Jennifer Jason Leigh (Allegra Geller)
- 2000 Johanka z Arku – Joan Greenwood (Kateřina)
- 2000 Prci, prci, prcičky – Mena Suvari (Heather)
- 2000 Vlak plný peněz [dabing ČT] – Jennifer Lopez (Grace Santiago)
- 2001 Po čem ženy touží – Judy Greer (Erin)
- 2002 Enigma – Saffron Burrows (Claire)
- 2002 Prostě sexy – Christina Applegate (Courtney Rockcliffová)
- 2002 Příběh rytíře – Shannyn Sossamon (Jocelyn)
- 2002 xXx – Asia Argento (Yelena)
- 2003 Armageddon [dabing Nova] – Liv Tyler (Grace Stamperová)
- 2003 Boj v temnotách – Nicole Kidman (Amy Gabrielová)
- 2003 Piráti z Karibiku: Prokletí Černé perly – Keira Knightley (Elizabeth Swann)
- 2003 Pomáda [dabing ČT] – Dinah Manoff (Marty Maraschino)
- 2003 S.W.A.T. – Jednotka rychlého nasazení – Michelle Rodriguez (Chris Sanchez)
- 2003 Slzy slunce – Monica Bellucci (Dr. Lena Fiore Kendricksová)
- 2003 Srdečné pozdravy z Ruska [dabing Nova] – Daniela Bianchi (Taťána Romanov)
- 2004 Král Artuš – Keira Knightley (Guinevere)
- 2004 Starsky a Hutch – Juliette Lewis (Kitty)
- 2005 Dannyho parťáci 2 – Catherine Zeta-Jones (Isabel Lahiriová)
- 2005 Fantom opery – Jennifer Ellison (Meg Giry)
- 2005 Hitch: Lék pro moderního muže – Amber Valletta (Allegra Cole)
- 2005 London – Jessica Biel (London)
- 2006 Domino – Keira Knightley (Domino Harvey)
- 2006 Eragon – Joss Stone (Angela)
- 2006 Gejša – Li Gong (Hatsumomo)
- 2006 Kurýr 2 – Amber Valletta (Audrey Billingsová)
- 2006 Lovecká sezóna – Debra Messing (Bet)
- 2006 Piráti z Karibiku: Prokletí Černé perly [dabing Nova] – Keira Knightley (Elizabeth Swann)
- 2006 Piráti z Karibiku: Truhla mrtvého muže – Keira Knightley (Elizabeth Swann)
- 2006 Prci, prci, prcičky: Nahá míle – Angelique Lewis, Melanie Merkosky (Alexis, Natalie)
- 2007 Dárek z lásky [dabing ČT] – Penélope Cruz (Nina Vasquez)
- 2007 Denní hlídka – Galina Ťjunina (Olga)
- 2007 Match Point – Hra osudu [dabing Nova] – Emily Mortimer (Chloe Hewett Wilton)
- 2007 Piráti z Karibiku: Na konci světa – Keira Knightley (Elizabeth Swann)
- 2007 Resident Evil: Zánik – Milla Jovovich (Alice)
- 2007 Sejmi eso – Alicia Keys (Georgia Sykes)
- 2007 Severní polární záře [dabing Cinemax] – Juliette Lewis (Kate)
- 2008 Ďáblova dílna – Marie Bäumer (Aglaia)
- 2008 Indiana Jones a království křišťálové lebky – Cate Blanchett (Dr. Irina Spalko)
- 2008 Klub sebevrahů [dabing HBO] – Cristina Alcázar (Maria José)
- 2008 Letopisy Narnie: Princ Kaspian – Alicia Borrachero (Prunaprismia)
- 2008 Poslední skaut [dabing Prima] – Chelsea Field (Sarah Hallenbeck)
- 2008 Quantum of Solace – Olga Kurylenko (Camille)
- 2009 Agent v sukni 2 [dabing Nova] – Emily Procter (Leah Fullerová)
- 2009 Dobrodružství Poseidonu – Tinarie Van Wyk-Loots (Aimee Becher-Anderson)
- 2009 Horká noc, hořké ráno – Tara Reid (Sara Olswang)
- 2009 Jánošík – Pravdivá historie – Gabriela Bírová (Katka)
- 2009 Králova přízeň – Natalie Portman (Anne Boleynová)
- 2009 Marie, královna Skotska – Katharine Hepburn (Marie Stuartovna)
- 2009 Veřejný nepřítel č. 1 – Cécile de France (Jeanne Schneiderová)
- 2010 (K)lamač srdcí – Vanessa Paradis (Juliette van Der Becqová)
- 2010 Koně se také střílejí [dabing ČT] – Susannah York (Alice)
- 2010 Resident Evil: Afterlife – Milla Jovovich (Alice)
- 2011 Alvin a Chipmunkové 3 – Jenny Slate (Zoe)
- 2011 Cizinec – Angelina Jolie (Elise Clifton-Ward)
- 2011 Černá labuť – Mila Kunis (Lilly)
- 2011 Dilema – Winona Ryder (Geneva)
- 2011 Londýnský gangster – Keira Knightley (Charlotte)
- 2011 Milenec nebo vrah [dabing TV Barrandov] – Alyssa Milano (Margo Masse)
- 2011 Pařba v Bangkoku – Sasha Barrese (Tracy)
- 2011 Pokání [dabing Prima] – Keira Knightley (Cecilia Tallisová)
- 2011 Rebel bez příčiny [dabing ČT] – Natalie Wood (Judy)
- 2011 S.W.A.T.: Pod palbou – Carly Pope (Kim Byersová)
- 2011 Týden bez závazků – Alyssa Milano (Mandy)
- 2011 Ve jménu krále [dabing Prima] – Kristanna Loken (Elora)
- 2012 Agent bez jména – Erica Cerra (Grace Bishopová)
- 2012 Anna Karenina – Keira Knightley (Anna Karenina)
- 2012 Borsalino – Catherine Rouvel (Lola)
- 2012 Králova řeč [dabing ČT] – Eve Best (Wallis Simpsonová)
- 2012 Mefisto – Karin Boyd (Juliette)
- 2012 Ostrov pokladů – Nina Sosanya (Alibe Silver)
- 2012 Piráti na vlnách [dabing Prima] – Katherine Parkinson (Felicity)
- 2012 Prci, prci, prcičky: Kniha lásky [dabing Prima] – Melanie Papalia (Dana)
- 2012 Prci, prci, prcičky: Spolek Beta [dabing Prima] – Italia Ricci, Michelle Suppa (Laura Johnson, Julie)
- 2012 Reservation Road [dabing ČT] – Jennifer Connelly (Grace Learner)
- 2012 Resident Evil: Odveta – Milla Jovovich (Alice)
- 2012 Skoro dospělá – Patricia Arquette (paní Armstrongová)
- 2012 Tarzan, opičí muž – Bo Derek (Jane)
- 2012 Včera v noci – Keira Knightley (Joanna)
- 2013 Dívka, která kopla do vosího hnízda [dabing ČT] – Tanja Lorentzon (Sonja Modigová)
- 2013 Dívka, která si hrála s ohněm [dabing ČT] – Tanja Lorentzon (Sonja Modigová)
- 2013 Holky na tahu – Lizzy Caplan (Gena)
- 2013 Mládeži nepřístupno – Emma Stone (Veronica)
- 2013 Muž z oceli – Antje Traue (Faora-Ul)
- 2013 Nevědomí – Olga Kurylenko (Julia)
- 2013 Rychle a zběsile 6 – Gina Carano (Riley Hicksová)
- 2013 Texaský masakr motorovou pilou – Alexandra Daddario (Heather Millerová)
- 2013 Tichá dohoda – Carol Eve Rossen (Gloria)
- 2013 Twilight sága: Rozbřesk – 2. část – Nikki Reed (Rosalie Haleová)
- 2013 Z cizího krev neteče – Amanda Peet (Trish Pattersonová)
- 2016 Resident Evil: Poslední kapitola – Milla Jovovich (Alice)

Výběr ze seriálů:
- Kriminálka Miami – Emily Procter (Calleigh Duquesneová)
- Sběratelé kostí – Emily Deschanel (Dr. Temprance Brennanová)
- Scrubs: Doktůrci – Christa Miller (Jordan Sullivanová)
- Ve jménu vlasti – Morena Baccarin (Jessica Brodyová)
- Dexter – Mariana Klaveno (Carissa Porterová)
- Dr. House – Jennifer Morrison (Dr. Allison Cameronová)
- Chirurgové – Caterina Scorsone, Rebecca Hazlewood (Dr. Amelia Shepherd, Dr. Mara Keaton)
- Misfits: Zmetci – Alex Reid (Sally)
- Záchranka San Francisco – Anastasia Griffith (Nancy Carnahanová)
- Zločin – Linda Laursen (Therese)
- MI5 – Olga Sosnovska (Fiona Carterová)
- Hvězdná brána - Claudia Black (Vala Mal Doran)
- Velkolepé století – Meryem Uzerli (Alexandra „Hürrem“ Hatun, Hürrem Sultan)
- Zákon a pořádek: Los Angeles – Alana De La Garza (Connie Rubirosa)
- Jak jsem poznal vaši matku – Danica McKellar (Trudy)
- Jmenuju se Earl – Alyssa Milano (Billie)
- Útěk z vězení – Jodi Lyn O'Keefe (Gretchen Morganová)
- Melrose Place – Stephanie Jacobsen (Lauren Yungová)
- Na doživotí – Brooke Langton (Constance Griffiths)
- Posel ztracených duší – Victoria Pratt (Claudia Polliliová)
- Zákon gangu – Maggie Siff (Tara Knowlesová)
- Ally McBealová – Julianne Nicholson (Jenny Shawová)
- Muži na stromech – Sarah Strange (Theresa Thomassonová)
- 24 hodin – Mia Kirshner (Mandy)
- Gilmorova děvčata – Keiko Agena (Lane Kimová)
- Divoký anděl – Gabriela Sari (Gloria Espositoová)
- Čarodějky – Alyssa Milano (Phoebe Hallivellová)